# Roman Makše
Roman Makše, slovenski kipar in profesor * 1963, Ljubljana.

## Življenje in delo
Po končani srednji šoli, je vpisal študij kiparstva na Akademiji za likovno umetnost in oblikovanje v Ljubljani. Študiral je pri  pri profesorjih Dragu Tršarju, Dušanu Tršarju in Luju Vodopivcu ter diplomiral leta 1989. Nadaljeval je tudi podiplomski študij kiparstva in ga leta 1994 končal. Sodi v zelo talentirano generacijo študentov Luja Vodopivca, znano kot Mladi slovenski kiparji (Jože Barši, Mirko Bratuša, Roman Makše, Marjetica Potrč in Dušan Zidar), ki je nastopila konec osemdesetih let z razširitvijo kipa v prostor in na druge medije.
V letih 1995 - 2000 je poučeval na Bežigrajski gimnaziji v Ljubljani. Leta 2000 je dobil naziv docent za področje kiparstva. Leta 2001 se je zaposlil na Oddelku za likovno pedagogiko na Pedagoški fakulteti Univerze v Ljubljani. Leta 2005 je bil izvoljen za izrednega profesorja in leta 2011 za rednega profesorja za kiparstvo. V obdobju 2004 - 2012 je vodil Galerijo PeF na Pedagoški fakulteti v Ljubljani. Leta 2017 izide monografija  Roman Makše, Objekti/Prazno/Gledalec,  o njegovem kiparskem delu s spremnim besedilom Tomislava Vignjeviča.
Je član Zveze društev slovenskih likovnih umetnikov in Mednarodne organizacije Sculpture Network.
Svoja kiparska dela je razstavljal v Sloveniji, na področju bivše države Jugoslavije, v Avstriji, Italiji, Nemčiji, Litvi, na Madžarskem, Nizozemskem in v ZDA. Njegova dela so vključena v javne zbirke v Sloveniji in tujini.

## Javne postavitve
- Interier, 1998, Forma viva, Galerija Božidarja Jakca, Kostanjevica na Krki

## Nagrade
- 1987 Študentska Prešernova nagrada, Ljubljana
- 1994 priznanje, The Pollock-Krasner Foundation, New York
- 1995 priznanje, XII. mednarodni bienale male plastike, Murska Sobota